# Tournoi de tennis de Sawgrass
Le tournoi de tennis de Sawgrass (Floride, États-Unis) est un tournoi de tennis masculin du circuit professionnel ATP organisé de 1980 à 1982. Également connu sous l'appellation World of Doubles, le tournoi présentait uniquement un tableau de double messieurs. Précédemment, le tournoi se déroulait dans les Woodlands au Texas.  

## Palmarès messieurs

### Double
| No | Date       | Nom et lieu du tournoi           | Catégorie | Dotation  | Surface      | Vainqueurs                     | Finalistes                 | Score                   |  |
| -- | ---------- | -------------------------------- | --------- | --------- | ------------ | ------------------------------ | -------------------------- | ----------------------- |  |
| 1  | 08-09-1980 | ATP World Doubles, Sawgrass      |           | 175 000 $ | Terre (ext.) | Brian Gottfried Raúl Ramírez   | Robert Lutz Stan Smith     | 7-6, 6-4, 2-6, 7-6      |  |
| 2  | 14-09-1981 | ATP World Doubles, Sawgrass (FL) |           | 175 000 $ | Terre (ext.) | Heinz Günthardt Peter McNamara | Robert Lutz Stan Smith     | 7-6, 3-6, 7-6, 5-7, 6-4 |  |
| 3  | 13-09-1982 | ATP World Doubles, Sawgrass (FL) |           | 200 000 $ | Terre (ext.) | Brian Gottfried Raúl Ramírez   | Mark Edmondson Kim Warwick | Forfait                 |  |